# Anthophora bimaculata
Anthophora bimaculata là một loài Hymenoptera trong họ Apidae. Loài này được Panzer mô tả khoa học năm 1798.